# Cuculliinae
Cuculliinae zijn een onderfamilie van vlinders in de familie uilen (Noctuidae).
(Indicatie van aantallen soorten per geslacht tussen haakjes)
- Adita  (1)
- Agrochola Hübner, 1821 (59)
- Altiplania  (3)
- Altipolia  (3)
- Amephana  (4)
- Anathix  (4)
- Andesia  (5)
- Andicola  (1)
- Antivaleria  (1)
- Apharetra  (4)
- Apostema  (1)
- Apsaphida  (1)
- Argyrana  (1)
- Athaumasta  (6)
- Aumakua  (1)
- Austramathes  (1)
- Behrensia  (3)
- Blepharita  (40)
- Blepharosis  (15)
- Bombyciella  (2)
- Borsania  (1)
- Brachygalea  (15)
- Bryomima  (5)
- Bryopolia  (8)
- Caffristis  (1)
- Calocea  (1)
- Calophasia Stephens, 1829 (25)
- Calliergis  (4)
- Catasema  (1)
- Cerapoda
- (geslacht)  (2)
- Cleonymia  (13)
- Comodoria  (1)
- Compsotata  (2)
- Copanarta  (2)
- Copicucullia  (11)
- Copiphana  (5)
- Copitarsia  (8)
- Copitype  (1)
- Cotarsina  (9)
- Cteipolia  (5)
- Cucullia Schrank, 1802 (224)
- Cuculluna  (2)
- Chaetaglaea  (3)
- Charierges  (2)
- Chopardiana  (3)
- Chubutiana  (1)
- Daphoeneura  (1)
- Daseochaeta  (6)
- Daseuplexia  (3)
- Dasyerges  (1)
- Dasysternum  (4)
- Dasythorax  (9)
- Desertullia  (1)
- Despumosia  (1)
- Diargyria  (4)
- Dichonia  (4)
- Dichoniopsis  (4)
- Dryotype  (1)
- Ectochela  (8)
- Elwesia  (3)
- Epidemas  (3)
- Epiglaea  (2)
- Episema  (15)
- Eremochlaena  (2)
- Eremopola  (3)
- Eucirroedia  (2)
- Eumichtis  (25)
- Euxoullia  (1)
- Evanina  (1)
- Fishia  (8)
- Fletcherea  (6)
- Galeana  (2)
- Gaurenopsis  (1)
- Grammoscelis  (3)
- Graptocullia  (1)
- Grisana  (1)
- Guntia  (1)
- Gyroprora  (1)
- Hemiglaea  (1)
- Hillia  (3)
- Himachalia  (4)
- Homoanarta  (7)
- Homoglaea  (5)
- Homohadena  (9)
- Homonacna  (4)
- Homoncocnemis  (2)
- Hoplotarsia  (1)
- Hyada  (1)
- Hyalobole  (1)
- Hypnotype  (1)
- Hypomecia  (2)
- Hypotype  (2)
- Hypsophila  (5)
- Isolasia  (1)
- Isopolia  (3)
- Jodia  (3)
- Klugeana  (2)
- Lathosea  (3)
- Lepipolys  (2)
- Leucocnemis  (4)
- Leucochlaena  (10)
- Litholomia  (1)
- Lithophasia  (2)

- Lomilysis  (1)
- Lophoterges  (8)
- Lycanades  (2)
- Meganephria  (13)
- Mendozania  (1)
- Mervia  (1)
- Mesorhynchaglaea  (1)
- Metacullia  (1)
- Metalopha  (5)
- Metaxaglaea  (5)
- Metlaouia  (2)
- Metopoceras  (21)
- Metopodicha  (3)
- Miracavira  (2)
- Neocucullia  (1)
- Neogalea  (1)
- Neperigea  (9)
- Neumichtis  (5)
- Neuquenioa  (1)
- Nycterophaeta  (1)
- Nyctycia  (8)
- Omia  (4)
- Omphalophana  (8)
- Oncocnemis  (109)
- Opsigalea  (2)
- Orthopha  (1)
- Ostheldera  (1)
- Oxycnemis  (11)
- Pachypolia  (1)
- Paracullia  (3)
- Parosmia  (1)
- Platypolia  (3)
- Pleromella  (1)
- Pleromelloida  (5)
- Policocnemis  (1)
- Properigea  (1)
- Proseniella  (1)
- Provia  (1)
- Psectraglaea  (1)
- Pseudacontia  (4)
- Pseudanarta  (12)
- Pseudanthoecia  (1)
- Pseudobryomima  (3)
- Pseudocerura  (2)
- Pseudocopicucullia  (5)
- Pseudocopivaleria  (2)
- Pseudomecia  (1)
- Pyreferra  (5)
- Rancora  (8)
- Rhatta  (1)
- Rhizotype  (1)
- Rhodochlaena  (5)
- Rhynchaglaea  (5)
- Riagria  (1)
- Sericaglaea  (1)
- Sirioba  (1)
- Spudaea  (2)
- Stylopoda  (6)
- Sugitania  (1)
- Supralathosea  (1)
- Sutyna  (4)
- Sydiva  (2)
- Sympistis  (14)
- Taeniosea  (1)
- Tarsicopia  (3)
- Telorta  (6)
- Teratoglaea  (1)
- Thecamichtis  (1)
- Trichoridia  (13)
- Tunocaria  (1)
- Turanica  (1)
- Ulochlaena  (7)
- Valeria  (11)
- Valerietta  (3)
- Valeriodes  (4)
- Velazconia  (1)
- Xylinissa  (6)
- Xylotype  (2)
- Xystopeplus  (1)
- Zutragum  (1)